# Alessandro Volta
Alessandro Giuseppe Antonio Anastasio Volta (Como, 18 febbraio 1745 – Como, 5 marzo 1827) è stato un chimico e fisico italiano, inventore del primo generatore elettrico mai realizzato, la pila, e scopritore del gas metano.
Volta ha ricevuto numerosi onori per il suo lavoro, tra cui la nomina a conte e senatore del Regno d'Italia da parte di Napoleone Bonaparte.
La sua importanza scientifica è stata riconosciuta anche nel nome dell'unità di misura del potenziale elettrico, il volt, che prende il nome da lui.

## Vita e opere

### Giovinezza
Alessandro Volta nacque a Como, nel Ducato di Milano, da donna Maddalena dei conti Inzaghi. Il padre, don Filippo Volta, discendeva da una famiglia di Loveno (Menaggio) che dal 1536 viveva nella porzione meridionale del palazzo (situato al civico 62 nell'attuale via Volta) dove avvenne la nascita dello stesso Alessandro. La famiglia Volta apparteneva alla nobiltà locale di Como e poteva perciò far sedere decurioni nel consiglio cittadino.
Riceve il battesimo presso la non lontana chiesa di San Donnino.
Nei suoi primi tre anni di vita visse a balia a Brunate, non lontano dalla chiesetta dedicata alla Madonna di Pompei.
Nel 1758 intraprende gli studi umanistici di retorica e di filosofia presso la scuola dei gesuiti di Como, situata in corrispondenza dell'attuale numero civico 12 di Via Lambertenghi.
Nel 1761 entra nel Regio seminario Benzi di Como, dove conclude gli studi e stringe amicizia con il canonico Giulio Cesare Gattoni, che incoraggia la vocazione scientifica del giovane, mettendogli a disposizione il proprio laboratorio di scienze naturali, ospitato in una delle torri della cinta muraria comasca (poi nota come "Torre Gattoni"). Così i progetti dei familiari di avviarlo al sacerdozio o agli studi giuridici vengono definitivamente abbandonati, sebbene resti sempre forte in lui la fede cristiana: infatti, andava a messa quotidianamente e fu anche a lungo catechista presso la parrocchia di San Donnino.

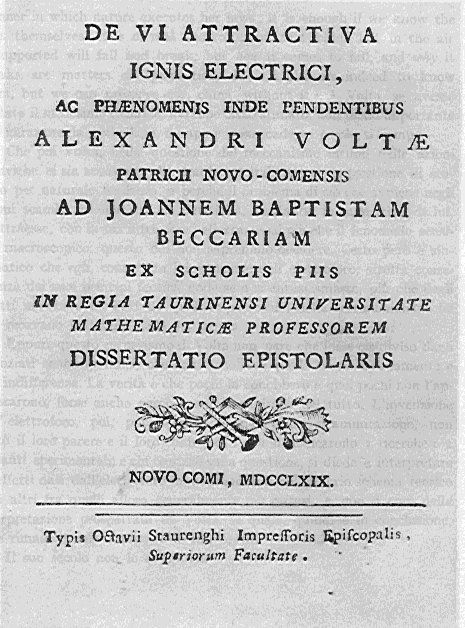
Frontespizio della prima pubblicazione di Alessandro Volta: De vi attractiva ignis electrici, ac phænomenis inde pendentibus

### Prime memorie
Il 18 aprile 1769 Volta pubblica la sua prima memoria scientifica, De vi attractiva ignis electrici, ac phænomenis inde pendentibus, nella quale prende posizione nei confronti dell'interpretazione "ufficiale" dei fenomeni elettrici, sostenuta dal professore dell'Università di Torino Giovanni Battista Beccaria.
Nel luglio 1771 pubblica la sua seconda memoria, Novus ac simplicissimus electricorum tentaminum apparatus, indirizzata all'abate Lazzaro Spallanzani, naturalista e professore dell'Università di Pavia.

### Primi studi sull'elettricità
Nel 1774 viene nominato reggente delle Regie scuole di Como.
Nel 1775 mette a punto l'elettroforo perpetuo e ne dà notizia al chimico e filosofo inglese Joseph Priestley e al ministro plenipotenziario conte Carlo Giuseppe di Firmian, governatore generale della Lombardia. L'invenzione suscita ammirazione ed entusiasmo nel mondo scientifico. Viene nominato dal conte di Firmian professore stabile di fisica sperimentale nelle scuole di Como.

### Scoperta del metano
Nel 1776 scopre presso Angera sul Lago Maggiore l'aria infiammabile nativa delle paludi, che altro non è che metano. La scoperta lo induce a studi ed esperimenti con le "arie infiammabili". Osserverà lo stesso fenomeno più tardi a Pietramala (oggi frazione di Firenzuola), nel 1780, e presso le rovine dell'antica Velleia, sulle colline di Piacenza, nel 1781.
Nel 1777 pubblica a Milano Lettere sull'aria infiammabile nativa delle paludi. Nell'ambito degli studi sulle "arie infiammabili" realizza: la "pistola elettroflogopneumatica", una lucerna ad aria infiammabile (poi denominata "lampada perpetua di Volta") ed una versione perfezionata dell'eudiometro (in precedenza inventato da Joseph Priestley). In una lettera al professor Carlo Barletti dell'Università di Pavia comunica la sua idea di segnalazione elettrica a distanza: utilizzando un circuito costituito in andata da fili di ferro sostenuti da pali e al ritorno da un corso d'acqua, una scarica elettrica prodotta a Como è in grado di provocare lo sparo di una pistola ad aria infiammabile collocata a Milano.

### Tensione elettrica e cattedra a Pavia
Nel 1777 effettua il primo viaggio in Svizzera e in Savoia con l'amico Giambattista Giovio: a Lucerna ammira il grande modello in rilievo della Svizzera di Ludwig Pfyffer; a Ginevra incontra i naturalisti Horace-Bénédict de Saussure e Jean Sénébier.

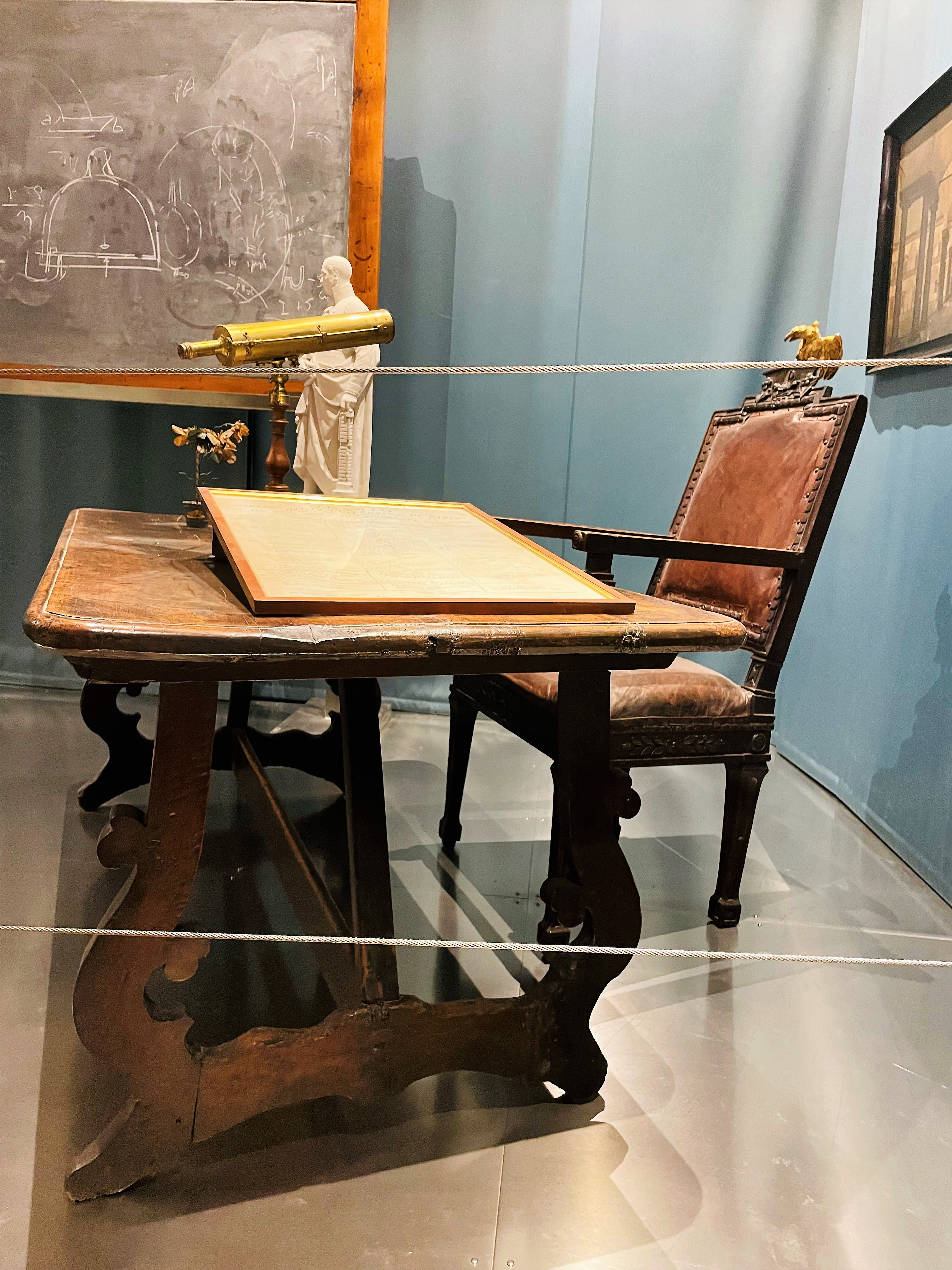
La cattedra e la lavagna di Alessandro Volta nel Gabinetto di Fisica dell'Università di Pavia

Nel 1778, nella lettera a de Saussure Sulla capacità dei conduttori elettrici, Volta introduce - accanto al concetto di "capacità elettrica" - quello fondamentale di "tensione elettrica" (oggi sostituito dal termine "differenza di potenziale"). È chiamato alla cattedra di Fisica sperimentale all'Università di Pavia. L'ateneo, per volontà dell'imperatrice Maria Teresa d'Austria, è in quegli anni interessato da un imponente piano di potenziamento e riforma, avviato nel 1771, che ne farà la "Scuola centrale dello Stato", ovvero del Sacro Romano Impero. Le lezioni di Volta sono tanto affollate da indurre il successivo imperatore Giuseppe II a ordinare la costruzione (su progetto di Leopoldo Pollack) di un nuovo "teatro fisico", oggi "Aula Volta". Inoltre l'imperatore concede a Volta consistenti finanziamenti per dotare il gabinetto di fisica di strumenti, acquistati dal Volta in Inghilterra e Francia. Presso l'istituto se ne conservano ben 150, effettivamente utilizzati dallo scienziato comasco.

### Condensatore e viaggi in Europa

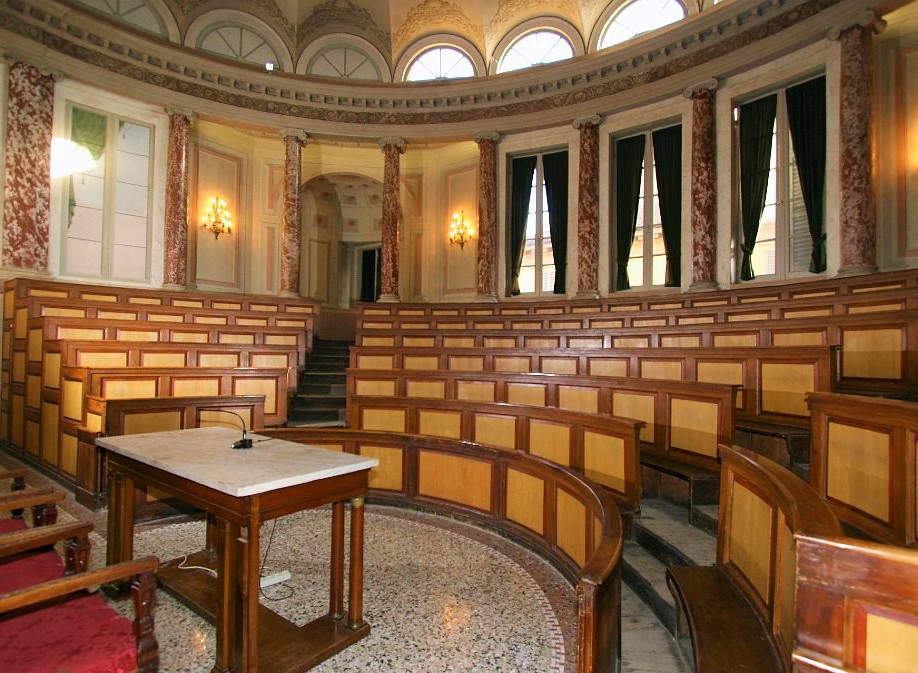
Università di Pavia, l'Aula Volta

Nel 1780 inventa il "condensatore di elettricità", apparecchio che serve a ricevere, accumulare, condensare in sé e rendere visibile anche le più deboli quantità di elettricità.
Nel 1781-1782 effettua un viaggio in Svizzera, Alsazia, Germania, Paesi Bassi, Belgio, Parigi e Londra. A Parigi incontra il grande naturalista Georges-Louis Leclerc de Buffon e gli scienziati Pierre Simon Laplace e Antoine-Laurent de Lavoisier. Alla Royal Society di Londra legge la dissertazione sul condensatore, che viene subito stampata in inglese con testo a fronte nelle Philosophical Transactions. La memoria, nella sua versione definitiva, contiene la relazione fondamentale tra carica elettrica, capacità e tensione (Q=C*V): "la quantità [di fluido] è in ragione composta dell'intensità [cioè della tensione della capacità]".
Nel 1784 viaggia oltre le Alpi con il collega Antonio Scarpa, professore di anatomia all'Università di Pavia. A Vienna è ricevuto dall'imperatore Giuseppe II.
Nel 1785 viene eletto dagli studenti rettore dell'Università di Pavia per l'anno accademico 1785-1786. Sempre in quegli anni, acquista un palazzo a Pavia, posto presso il collegio Ghislieri e il palazzo centrale dell'università (attuale via Volta).
Nel 1787 effettua un nuovo viaggio in Svizzera, a Ginevra, in cui offre a de Saussure un suo poemetto in cui celebra l'ascensione dell'amico naturalista sulla cima del Monte Bianco.

### Elettrometria
Nel 1787-1789, in una serie di Lettere sulla metrologia elettrica indirizzate al poeta e scienziato tedesco Georg Christoph Lichtenberg, Volta espone i suoi risultati nella definizione di misure elettriche di riferimento e nella realizzazione di strumenti accurati di misurazione. Costruisce infatti la bilancia elettrometrica e alcuni elettrometri particolarmente sensibili e precisi (fra cui quello a pagliuzze e l'elettrometro condensatore), grazie ai quali riesce a stabilire il "grado fondamentale", cioè l'unità di tensione (ovvero di potenziale). Nelle stesse lettere Volta descrive esperienze e apparecchiature per la misurazione del gradiente elettrico dell'atmosfera.

### Disputa con Galvani

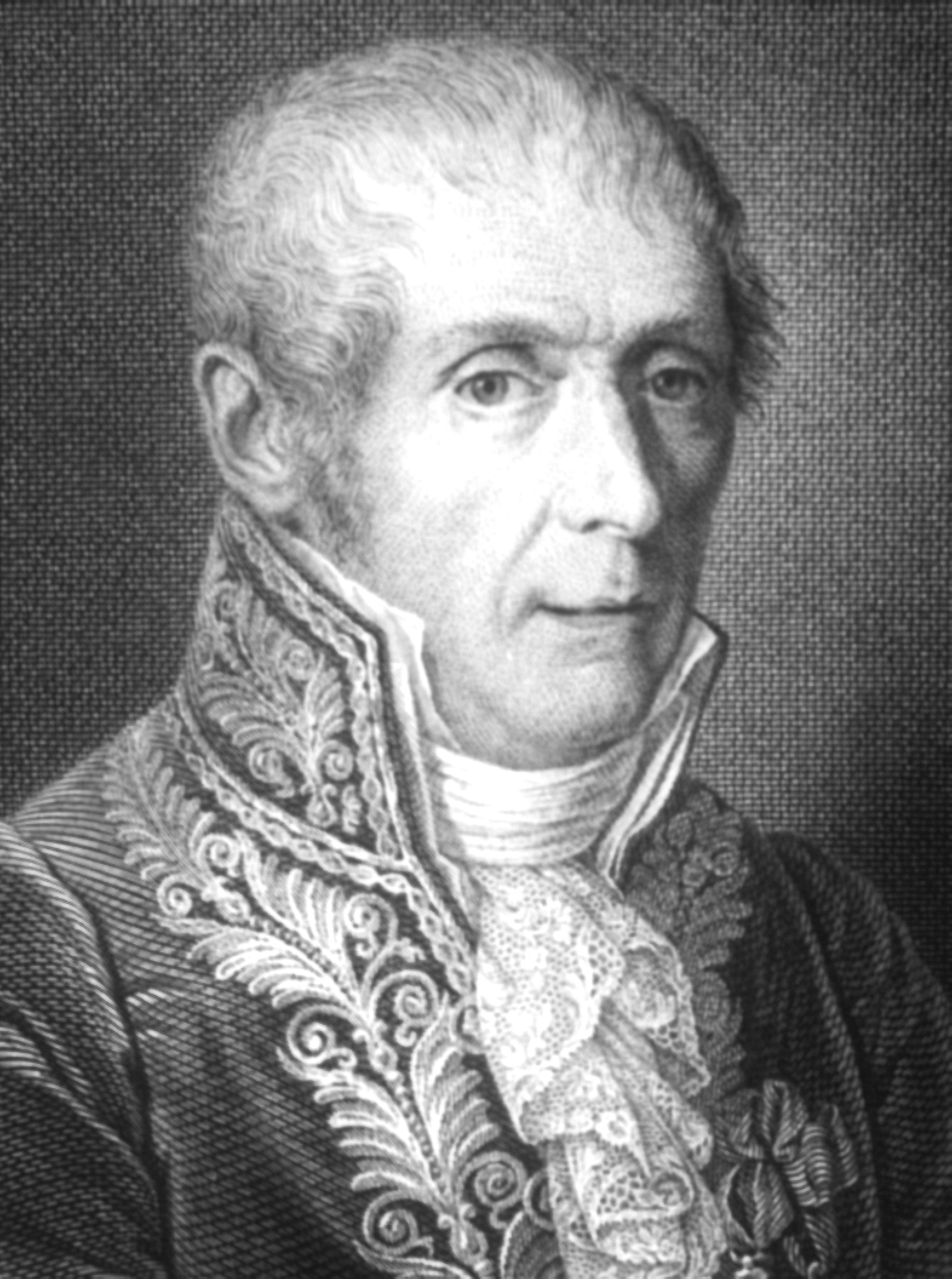
Alessandro Volta in un'incisione del 1895

Nel 1791 Luigi Galvani, professore di anatomia all'Istituto delle Scienze di Bologna, divulga con l'opuscolo De viribus electricitatis in motu musculari commentarius la teoria del fluido elettrico animale.
Volta è ammesso alla Royal Society di Londra.
Nel 1792 comincia la disputa con Galvani e i suoi discepoli. Nella Memoria seconda sull'elettricità animale contrasta la teoria del "fluido elettrico animale" e conclude che negli esperimenti sulla contrazione dei muscoli della rana osservati da Galvani (in cui sono utilizzati archi metallici) "è la diversità dei metalli, che fa", ossia che l'elettricità è originata nell'arco metallico con il quale il muscolo viene toccato e non nel muscolo stesso.
Nel 1793, nella Memoria Della uniforme dilatazione dell'aria per ogni grado di calore, pubblica le leggi sull'uniforme dilatazione dell'aria atmosferica, la cui prima formulazione risale al 1791.

### Matrimonio
Il 22 novembre 1794 Volta sposa la nobildonna comasca Maria Teresa Peregrini (5 giugno 1764 - dicembre 1841), da cui avrà tre figli: Zanino (1795-1869), Flaminio (1796-1814) e Luigi Tobia (1798-1876). Il matrimonio segue la conclusione della tormentata relazione sentimentale con la cantante romana Marianna Paris, alle cui nozze i familiari del Volta e lo stesso ministro plenipotenziario austriaco si oppongono.
La Royal Society gli assegna la "medaglia Copley" per la sua Memoria intorno al condensatore e all'elettricità che si eccita col contatto di conduttori dissimili.
Volta mette a punto la fondamentale distinzione tra "conduttori metallici" (o di prima specie) e "conduttori umidi" (o di seconda specie). Galvani e i suoi discepoli Giovanni Aldini e Eusebio Valli contrappongono a Volta una serie di esperimenti che dimostrano il sussistere del "fluido elettrico" nelle rane anche usando archi monometallici oppure mettendo direttamente a contatto il nervo e il muscolo della rana

### Studio su gas e vapori saturi
Nel 1795 pubblica importanti risultati nell'ambito dello studio del comportamento dei vapori saturi, argomento di grande attualità sollevato dalla costruzione delle macchine a vapore allora utilizzate nell'industria. Tali leggi sulla tensione dei vapori risalgono in realtà a due anni prima.
Nel maggio 1796 i francesi entrano in Como. Su invito della municipalità, Volta rende omaggio al generale Napoleone Bonaparte a Milano. È accusato di favorire il trasferimento dell'Università da Pavia a Milano, accusa da cui si difende. Chiede di essere collocato a riposo, ma la richiesta viene respinta.

### Studi con l'elettrometro condensatore
All'avvicinarsi dell'armata francese l'università di Pavia viene chiusa dagli austriaci.
Volta indirizza a Friedrich Gren di Halle tre lettere Sull'elettricità eccitata dal contatto dei conduttori dissimili, in cui descrive le proprie esperienze sull'elettricità di contatto utilizzando uno strumento di sua invenzione, l'elettrometro condensatore, capace di rilevare anche le più piccole quantità di elettricità.
Nell'aprile 1798 l'Università di Pavia viene riaperta con il sostegno di Parigi. Luigi Galvani pubblica le Memorie sull'elettricità animale, dedicate allo Spallanzani, in cui ribadisce le proprie tesi. Volta risponde con le sue Lettere del cittadino N.N. di Como, indirizzate all'Aldini. La controversia con i galvaniani è ormai insanabile.

### Invenzione della pila

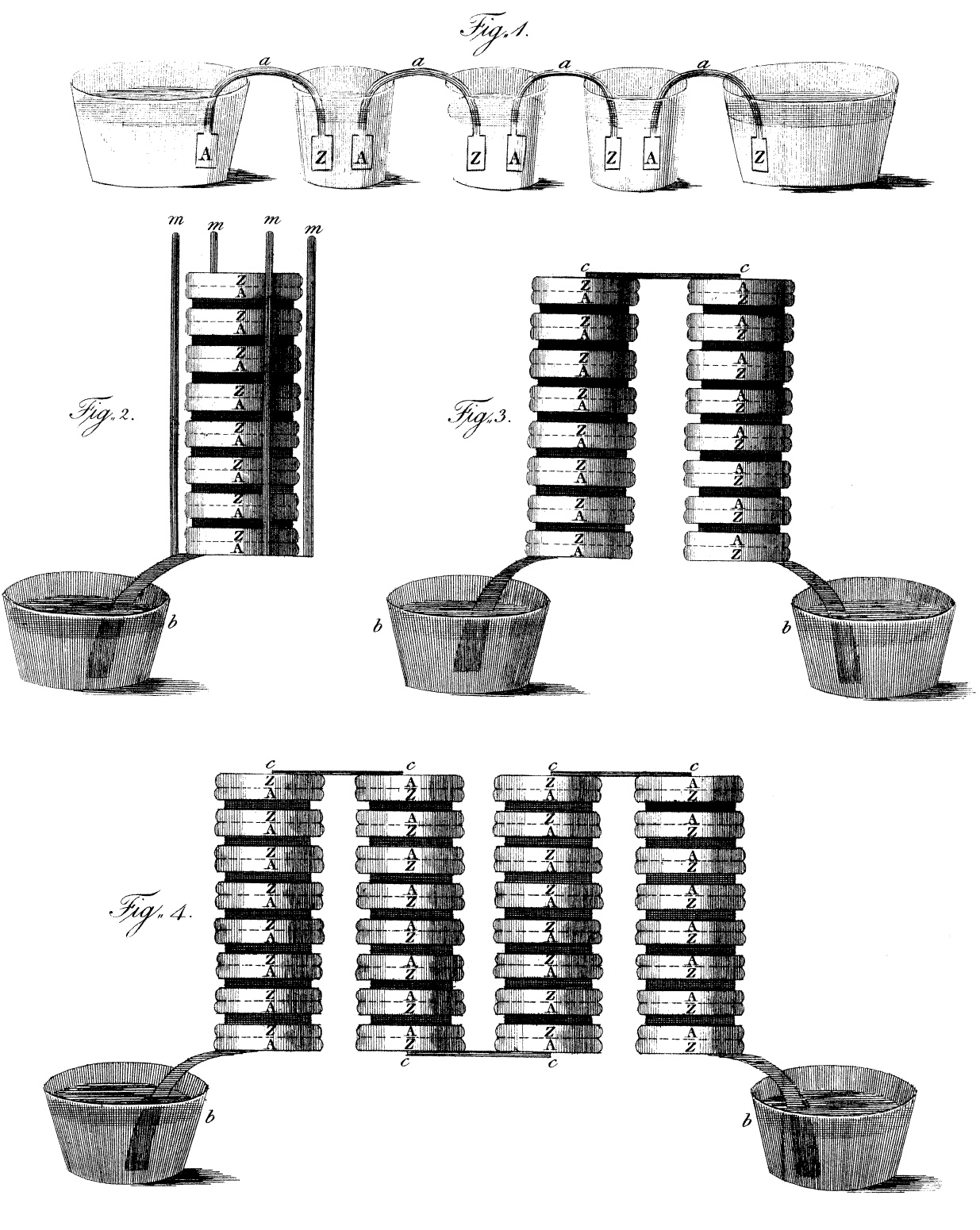
Disegni della pila a corona di tazze e varie configurazioni di pila a colonna, inclusi nella lettera inviata da Volta a sir Joseph Banks per annunciargli la sua invenzione

Rientrati in Lombardia gli austro-russi nell'aprile 1799, l'Università di Pavia viene soppressa e i suoi professori dimessi (molti addirittura incarcerati o proscritti). Volta fa ritorno a Como, dove "sulla fine dell'anno 1799" giunge al "gran passo", "passo che mi ha condotto ben tosto alla costruzione del nuovo apparato scotente": è l'invenzione della pila, che avviene nella sua casa a Lazzate, dove si recava per riposarsi e continuare i suoi esperimenti.

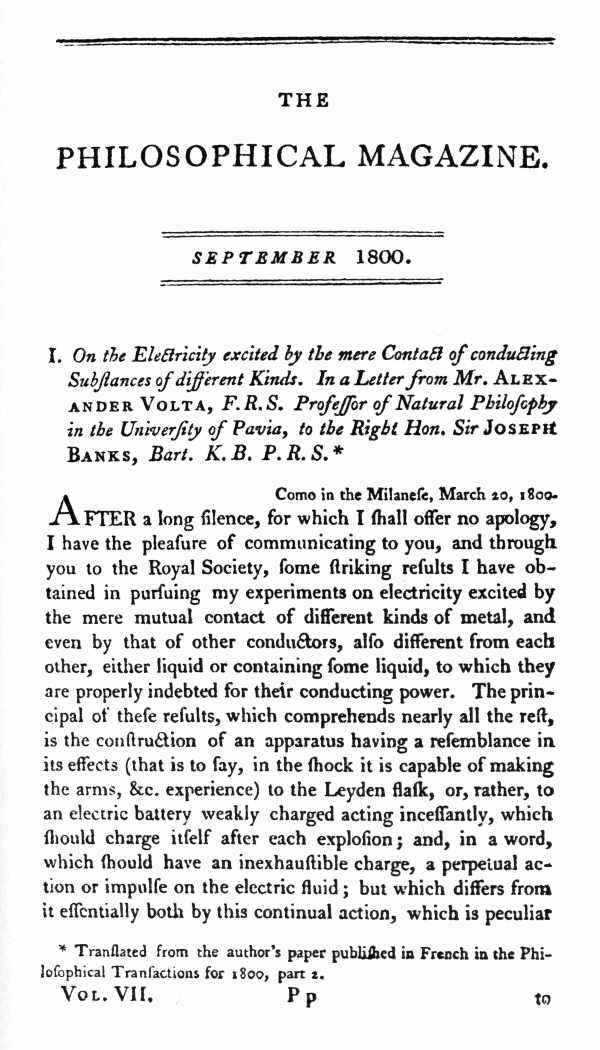
Prima pagina della comunicazione di Volta sulla pila pubblicata sulle Philosophical Transactions

In una comunicazione datata 20 marzo 1800 e indirizzata al presidente della Royal Society, sir Joseph Banks, Volta annuncia alla comunità scientifica l'invenzione della pila (o "apparato elettromotore" o "apparato a colonna"), da lui qui chiamata "organo elettrico artificiale" e paragonata all'organo elettrico del pesce Raja Torpedine. La comunicazione viene pubblicata sulle "Philosophical Transactions" con il titolo On the Electricity excited by the mere Contact of conducting Substances of different Kinds. Dopo la vittoria a Marengo sugli austriaci (14 giugno 1800), il primo console Napoleone Bonaparte riapre l'Università e reintegra i professori. A giugno Napoleone conferma Volta professore di fisica sperimentale nell'Università di Pavia e direttore del "Gabinetto di fisica".

### Onori tributati da Napoleone

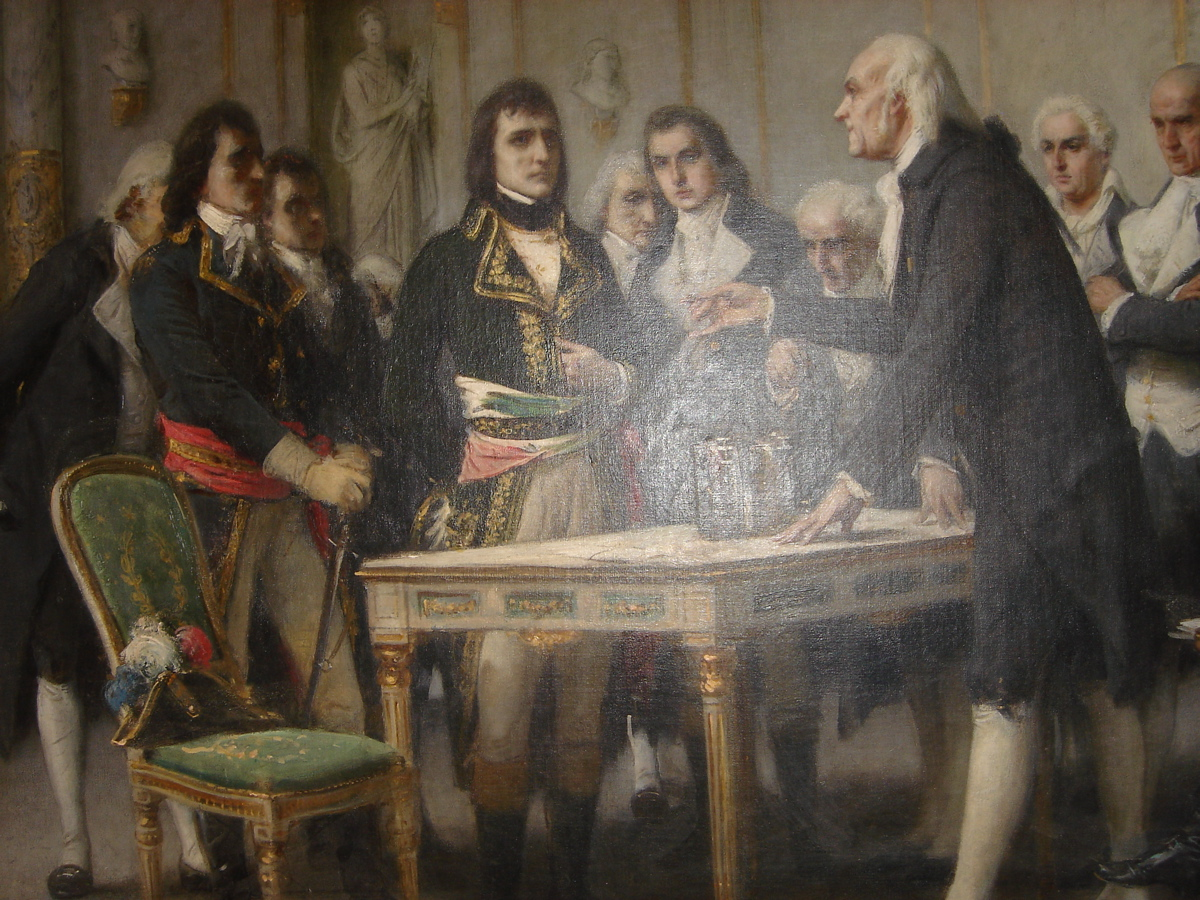
Alessandro Volta mostra la sua pila a Napoleone nel 1801. Tela di Giuseppe Bertini presso il complesso delle Ville Ponti (Varese).

Nel settembre 1801, con il collega Luigi Valentino Brugnatelli, Volta si reca a Parigi per portare al primo console gli omaggi dell'Università di Pavia e presentare la sua invenzione. Il 7 novembre, in una seduta plenaria dell'Institut de France, Volta dimostra a Napoleone Bonaparte la pila e legge la sua Memoria sull'identità del fluido elettrico col cosiddetto fluido galvaniano. Al colmo dell'entusiasmo e dell'ammirazione, Napoleone propone che l'Accademia lo onori della medaglia d'oro (poi conferita nella sessione del 2 dicembre), lo nomina membro straniero dell'Istituto e gli assegna una donazione e un vitalizio. Nel dicembre Volta e Brugnatelli vengono nominati membri del Congresso di Lione per la Repubblica Cisalpina.

### Nomine a senatore e conte e caduta di Napoleone
Nel 1802 Volta è nominato da Napoleone membro dell'Istituto lombardo di scienze e lettere. La prima sessione dell'Istituto è presieduta dallo stesso Volta.
Nel 1803 rileva dalla famiglia Raimondi il corpo settentrionale del caseggiato comprendente la propria casa natale, che nel corso del XIX secolo venne trasformata in un palazzo signorile in stile neoclassico.
Nel 1805 è nominato da Napoleone membro della Legion d'onore e nel 1809 è senatore del Regno d'Italia; nel 1810 è investito del titolo di conte, trasmissibile alla discendenza diretta per ordine di primogenitura. Dopo la nomina a senatore Volta dimora quasi costantemente a Milano dove nel 1814 abita nella casa d'angolo fra via Brera e via Monte di Pietà. In quello stesso anno subisce il grave lutto della perdita del secondogenito diciottenne Flaminio, a cui era particolarmente legato e che aveva dimostrato particolare interesse per la matematica.
Nell'aprile del 1814, Napoleone abdica e viene esiliato sull'Isola d'Elba. Con la caduta dell'imperatore cade anche il Regno d'Italia e a Milano nei giorni successivi all'abdicazione si scatenano rivolte popolari che culminano con l'assassinio del ministro delle finanze di Napoleone Giuseppe Prina (20 aprile 1814). Tornati gli austriaci, Volta è costretto a fuggire per evitare l'ira del popolo che lo sapeva partigiano dei francesi e salendo in carrozza viene colpito da un'ombrellata in faccia. Rimane nascosto per qualche tempo a Mosino (attuale località di Villa Guardia) ospite nella villa dei conti Mugiasca, ma viene presto chiamato dagli austriaci a presiedere la Facoltà di Fisica e Matematica di Pavia dove rimane fino al 1819, anno in cui si ritira definitivamente a Como. Nel 1816 vengono pubblicate le Opere di Volta in cinque volumi, a cura di Vincenzo Antinori di Firenze.

### Morte, sepoltura ed esumazione delle spoglie

Sulla formazione della grandine, 1824 (Fondazione Mansutti, Milano.

Ritiratosi nel 1819 a vita privata, Volta si divide tra la casa di campagna di Camnago (successivamente Camnago Volta, in suo onore) e  la città murata di Como (dove possedeva un'abitazione al civico 62 dell'attuale via Volta), dove muore il 5 marzo del 1827, nello stesso palazzo che 82 anni prima l'aveva visto venire al mondo. Il corpo viene sepolto nel sotterraneo della cappella di famiglia del locale cimitero, sulla quale nel 1831 viene eretto un tempietto rotondo su disegno dell'architetto Melchiorre Nosetti. Sul frontone del monumento si legge: Ad Alessandro Volta / la Vedova e i Figli.
Nei giorni del 30 e 31 marzo 1875 le spoglie dello scienziato vengono esumate e riposte, dopo una lunga cerimonia, in un nuovo sarcofago scolpito da Giuseppe Mayer e posto di fronte all'ingresso del tempio. I resti di Volta furono, fra gli altri, esaminati e studiati dal celebre antropologo Cesare Lombroso che ne trasse misure e caratteristiche.

## Contributi scientifici

### Filosofo naturale e scienziato
Alessandro Volta fu forse il primo filosofo naturale che può essere considerato uno scienziato nell'accezione moderna del termine. Con lui si inaugura la figura, ormai a noi così familiare, dello specialista, ossia dell'uomo di scienza che, affrancato da pregiudizi di natura metafisica, affronta lo studio dei fenomeni naturali inquadrandoli in una prospettiva in cui a contare e a essere decisivi sono una buona teoria esplicativa e una valida e inoppugnabile verifica sperimentale. Tanto nel successo quanto nell'insuccesso (si pensi alla mancata scoperta della sintesi e dell'elettrolisi dell'acqua) Volta incarna e inaugura questa importante e nuova figura di scienziato.
Insieme al fisico Gaetano Melandri Contessi, Volta prese parte alla polemica sui sistemi di prevenzione contro i fulmini e la grandine, che coinvolse anche Angelo Bellani, Paolo Beltrami, Giuseppe Demongeri, Alexandre Lapostolle, Le Normand, Giovanni Majocchi, Pietro Molossi, Giovanni Battista Nazari, Francesco Orioli, Charles Richardot, Antonio Scaramelli e Charles Tholard. Le compagnie assicurative usarono questi studi per valutare rischi e premi per i campi agricoli.

### Studi sull'elettricità
Nel corso della vita Volta intrattiene rapporti diretti ed epistolari con molti scienziati in varie parti d'Europa e ne ripete e perfeziona gli esperimenti, apportandovi contributi di grande originalità.
Fra gli strumenti tipicamente voltiani spiccano l'elettroforo perpetuo, che costituisce la prima macchina elettrostatica a induzione, l'elettrometro condensatore,la cui grande sensibilità permetterà a Volta di rivelare i deboli fenomeni di elettrizzazione per contatto di metalli diversi, e la bilancia elettrometrica (elettrometro assoluto), che lo porta ad accurate misure della forza elettrica, anticipazioni dei risultati di Charles Augustin de Coulomb (1736-1806).

#### Pila voltaica

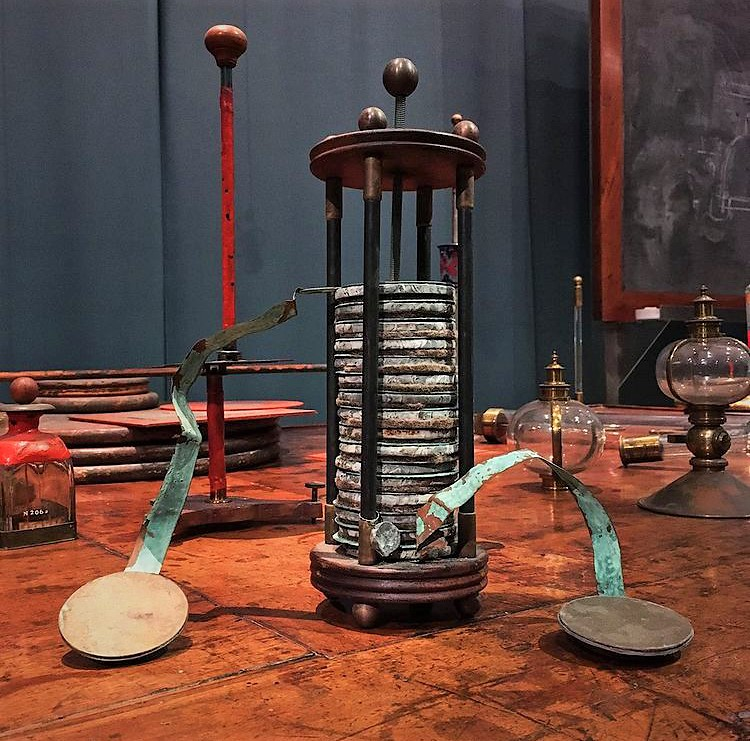
Pila voltaica, Pavia, Museo per la Storia dell'Università.

Nel 1792 Volta avvia estese indagini sull'elettricità animale, al cui riguardo la teoria più moderna era quella proposta da Luigi Galvani, da Volta stesso definita galvanismo. È proprio il disaccordo con Galvani a portare Volta a sviluppare nel 1800 la cosiddetta "pila voltaica", un predecessore della batteria elettrica, che produce una corrente elettrica costante.
Inizialmente conduce esperimenti con celle individuali collegate in serie. Ogni cella è un calice da vino riempito di salamoia, nel quale sono immersi due elettrodi dissimili. Nella pila elettrica i calici vengono sostituiti da cartone imbevuto di salamoia. Volta determina che la coppia più efficace di metalli dissimili producenti elettricità è composta da zinco e rame.
Il fenomeno alla base del funzionamento della pila voltaica, per cui tra due conduttori metallici diversi posti a contatto si stabilisce una piccola differenza di potenziale, prende il nome di effetto Volta. Dai suoi lunghi esperimenti Volta ricava tre leggi per descrivere il fenomeno.
L'annuncio dell'invenzione della pila, avvenuto nel 1801 presso la Royal Society, accresce ulteriormente il consenso della comunità scientifica internazionale.

#### Elettroforo perpetuo
L'"elettroforo perpetuo" è un generatore elettrostatico in grado di accumulare una modesta quantità di carica elettrica in modo discontinuo:. È citato da Volta nella Lettera a Priestley del 10 giugno 1775. È costituito da un disco metallico impugnabile attraverso un manico isolante e viene utilizzato in abbinamento a una superficie in materiale isolante, per esempio ebanite, e a un panno di lana.

#### Elettrometro condensatore
L'"elettrometro condensatore" viene ideato intorno al 1797 da Volta per aumentare la sensibilità degli elettrometri classici. Esso è costituito da un elettrometro a pagliuzze sul quale è avvitato un condensatore a piatti piani paralleli, separati da uno strato di ceralacca.

#### Condensatore

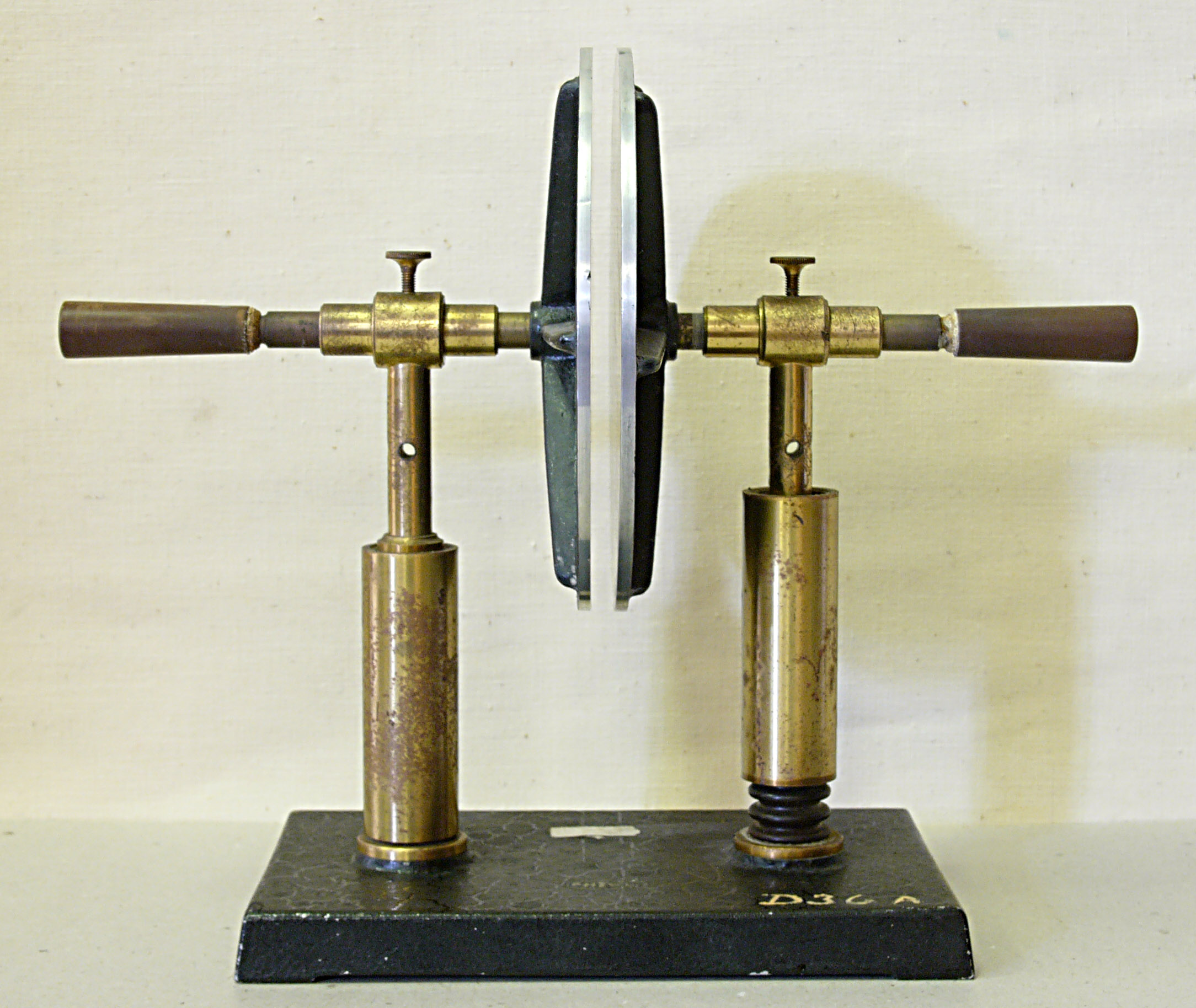
Condensatore a due piatti

Intorno al 1780 Volta nota che lo scudo carico di un elettroforo perpetuo, appoggiato sulla superficie di alcuni materiali scarsamente conduttori, anziché dissipare la propria elettricità, la conserva meglio che isolato in aria. Si convince che l'afflusso di carica sulla superficie prossima a quella dello scudo richiama carica sulla superficie affacciata di quest'ultimo. Due dischi metallici delle stesse dimensioni (così che uno può essere sovrapposto all'altro in modo da combaciare perfettamente) compongono quello che Volta stesso chiama "condensatore di elettricità".

#### Bilancia elettrometrica
La "bilancia elettrometrica" viene creata da Volta per superare le limitazioni degli elettroscopi. Lo strumento è costituito da una bilancia, in cui uno dei piatti è sostituito da un piattello di ottone elettrizzato. Tale piattello è affacciato a un secondo piattello non elettrizzato, fisso e isolato o a un piano conduttore collegato al suolo, detto da Volta "piano deferente".

#### Potenziale Volta
In elettrochimica il "potenziale Volta" si definisce come la differenza di potenziale elettrico tra due punti posizionati l'uno vicino alla superficie del primo metallo, l'altro vicino alla superficie del secondo metallo dove i due metalli elettricamente scarichi sono posti in contatto.

#### Effetto Volta
Lo studio della tensione di contatto tra due o più metalli tra loro collegati in circolo conduce Volta a scoprire quello che oggi si chiama "effetto Volta". È un fenomeno per cui tra due conduttori metallici diversi posti a contatto, in equilibrio termico (con uguale temperatura), caratterizzati da differenti valori del potenziale di estrazione, si stabilisce una piccola differenza di potenziale. Tale potenziale determina una corrente elettrica, ovvero un flusso di elettroni dal metallo a potenziale di estrazione minore verso quello con potenziale di estrazione maggiore (dove gli elettroni hanno energia di legame maggiore).

#### Tensione elettrica
Nella memoria Osservazioni sulla capacità e sulla commozione de' conduttori elettrici …, accanto ai concetti di "capacità" e di "quantità" Volta usa per la prima volta il concetto di "tensione elettrica" per rendere conto delle proprietà intensive dell'elettricità.

#### Volt
L'unità di misura del potenziale elettrico e della differenza di potenziale elettrico (il "volt") prende il nome da Alessandro Volta.

### Studi sui gas
La fama di Volta è giustamente legata all'invenzione della pila, ma non bisogna dimenticare i suoi studi sui gas, anche perché nel corso di questi egli giunge alla scoperta del metano, della legge di dilatazione isobara dell'aria, estesa successivamente da Joseph Louis Gay-Lussac (1778-1850) a tutti i gas, e a importanti risultati sulla tensione di vapore.
Durante i suoi esperimenti con l'eudiometro, Volta realizza anche la sintesi dell'acqua, ma non può accorgersene perché il suo strumento contiene acqua; la formazione di acqua in seguito alla combustione dell'idrogeno non sfuggirà invece a Lavoisier (1743-1794), che ripeterà gli esperimenti di Volta con un eudiometro contenente mercurio.

#### Metano

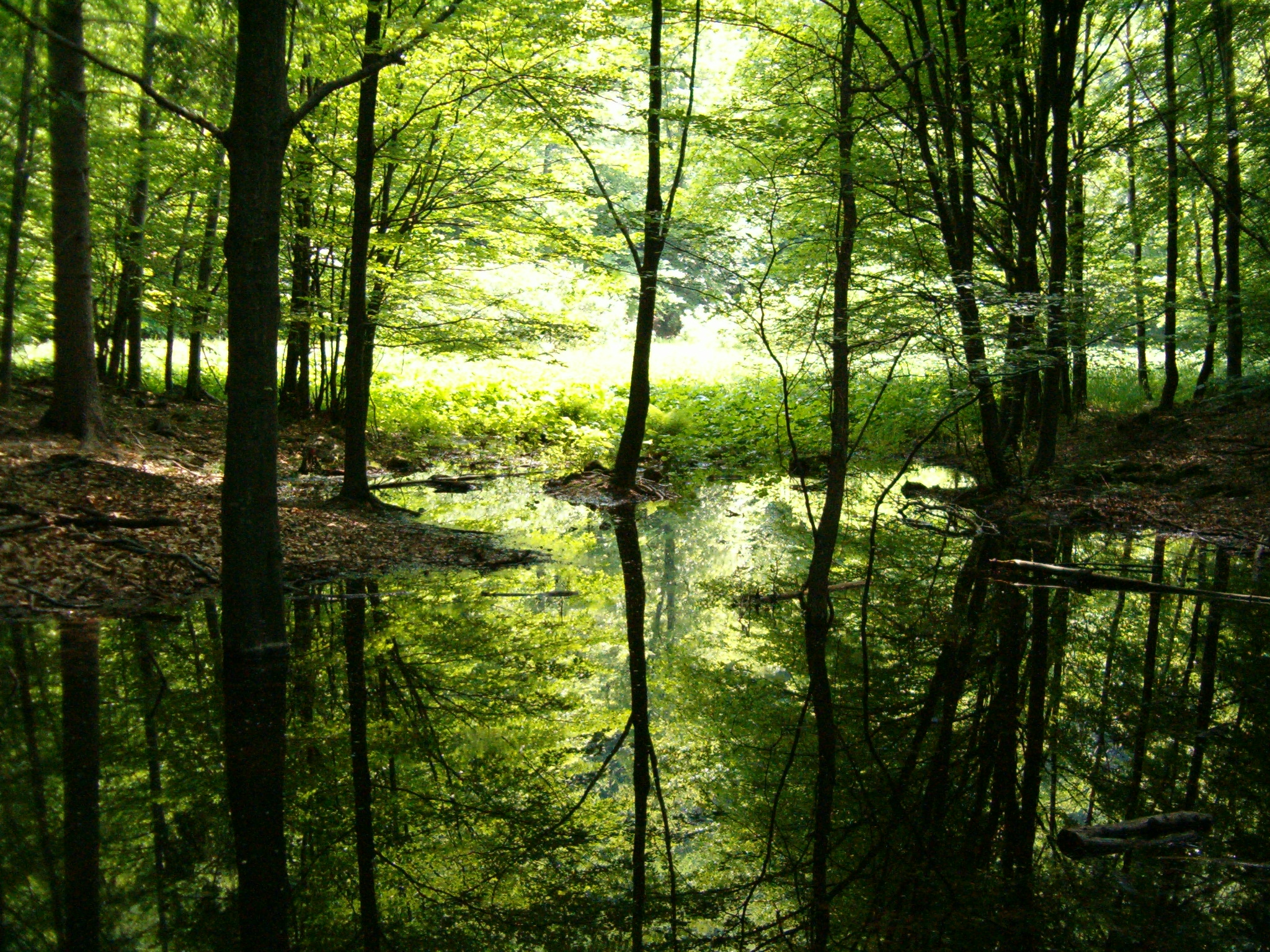
Volta scoprì l'aria infiammabile in una palude.

Mentre era ospite ad Angera nella casa dell'amica Teresa Castiglioni, Volta scoprì il metano nella palude dell'isolino Partegora. Provando a smuovere il fondo con l'aiuto di un bastone vide che risalivano delle bolle di gas e le raccolse in bottiglie. Diede a questo gas il nome di "aria infiammabile di palude" e scoprì che poteva essere incendiato sia per mezzo di una candela accesa sia mediante una scarica elettrica: dedusse che il gas si formava nella decomposizione di sostanze animali e vegetali.

#### Pistola elettroflogopneumatica

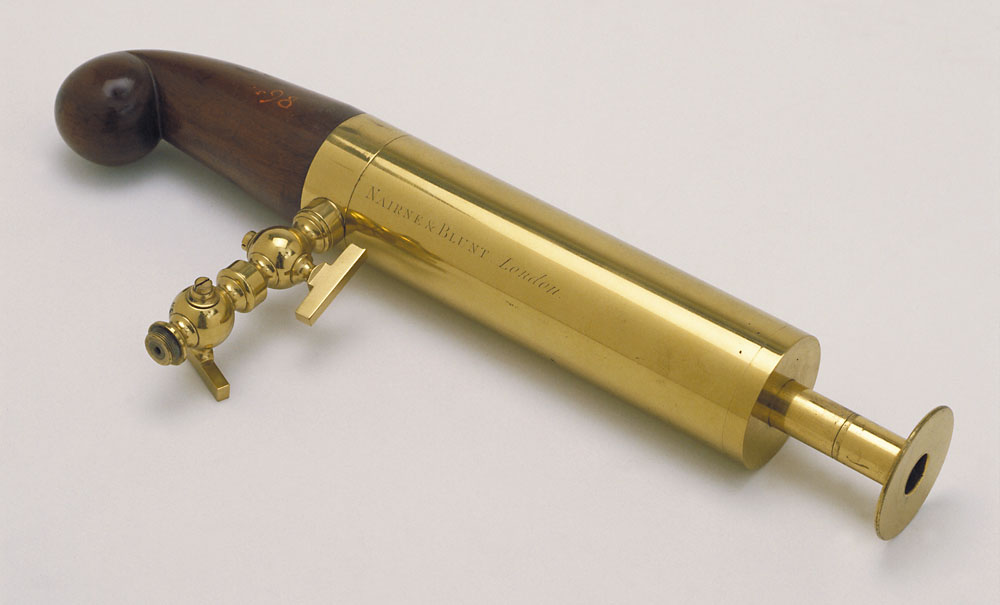
La pistola elettrica di Alessandro Volta, prodotta dalla Nairne & Blunt e conservata al Museo Galileo di Firenze.

La "pistola elettroflogopneumatica" è un apparecchio creato da Alessandro Volta durante i suoi studi sulle "arie infiammabili": nel gennaio del 1777, costruì "una piccola bombarda", in cui inserire "aria infiammabile" mescolata in giusta dose con "aria deflogisticata" (ossigeno) che potesse spingere fuori una palla "con impeto e rimbombo" una volta accesa "con un acciarino, proprio come un archibugio comune."

#### Lucerna ad aria infiammabile
Dopo la costruzione della pistola elettroflogopneumatica Volta volle realizzare una "lucerna ad aria infiammabile", ovvero un apparecchio che fosse un'applicazione più utile dell'aria infiammabile: l'idea gli viene dall'amico Padre Campi a cui la mostrò in disegno mentre la perfezionava.

#### Eudiometro
Per studiare il fenomeno delle arie infiammabili Volta realizzò un "eudiometro", costituito da un tubo di vetro con un'imboccatura posta in una bacinella d'acqua e l'altra imboccatura chiusa da un turacciolo di sughero e sigillata con mastice.

#### Apparato sperimentale per lo studio della dilatazione dell'aria

Rappresentazione schematica dell'esperimento di Alessandro Volta. L'aria all'interno di un bulbo di vetro è scaldata assieme al liquido di un recipiente. Come osservò Volta, questo comporta l'espansione del gas che fa fuoriuscire parte del liquido contenuto nell'ampolla.

Volta costruì anche un apparato sperimentale per misurare in che modo cambia il volume di un gas all'aumentare della temperatura. Un bulbo di vetro graduato contenente aria fu posto capovolto e parzialmente riempito in un recipiente pieno d'acqua, olio o mercurio. La temperatura del liquido fu a questo punto aumentata gradualmente, il gas si scaldò e Volta scoprì che parte del liquido veniva respinto al di fuori del bulbo a causa dell'aumento del volume del gas. L'uso dell'olio e del mercurio permise di ridurre gli errori sistematici di misurazione introdotti dall'uso dell'acqua, in quanto questa scaldandosi tende a evaporare e ad aggiungere gas all'ampolla falsando in parte i risultati. Questi esperimenti furono condotti da Volta negli anni che vanno dal 1792 al 1796 durante le sue ricerche sulla densità e tensione dei vapori saturi e sulla loro dipendenza dalla temperatura. Questo esperimento gli permise di determinare, dieci anni prima di Joseph Louis Gay-Lussac, la legge della dilatazione uniforme dell'aria e anche con buona precisione la costante di proporzionalità {\displaystyle \alpha } fra temperatura e volume (stimata attorno a α = 1/216 °r, simile al valore oggi accettato). Questi risultati ebbero tuttavia scarsa diffusione internazionale.

#### Legge di Volta Gay-Lussac
Nei primi mesi del 1791 Volta si occupò delle proprietà fisiche degli aeriformi, arrivando a determinare, dieci anni prima di Joseph Louis Gay-Lussac, la legge della dilatazione uniforme dell'aria. La legge afferma che in condizioni di pressione costante il volume di un gas aumenta linearmente con la temperatura.

#### Tensione di vapore
L'apparecchio per lo studio della dilatazione dell'aria fu utile a Volta anche per ricerche sulla densità e tensione dei vapori saturi e sulla loro dipendenza dalla temperatura. Volta nella lettera al Vassalli del 27 ottobre 1795 riporta due leggi che sono attribuite a John Dalton, che le ottenne soltanto nel 1801.
- La quantità del vapore è la stessa in uno spazio vuoto o pieno d'aria, rara o densa, e dipende unicamente dal grado di calore.
- La pressione che [il vapore] equilibra, cresce in una progressione geometrica crescendo il calore in una progressione aritmetica.

## Celebrazioni voltiane

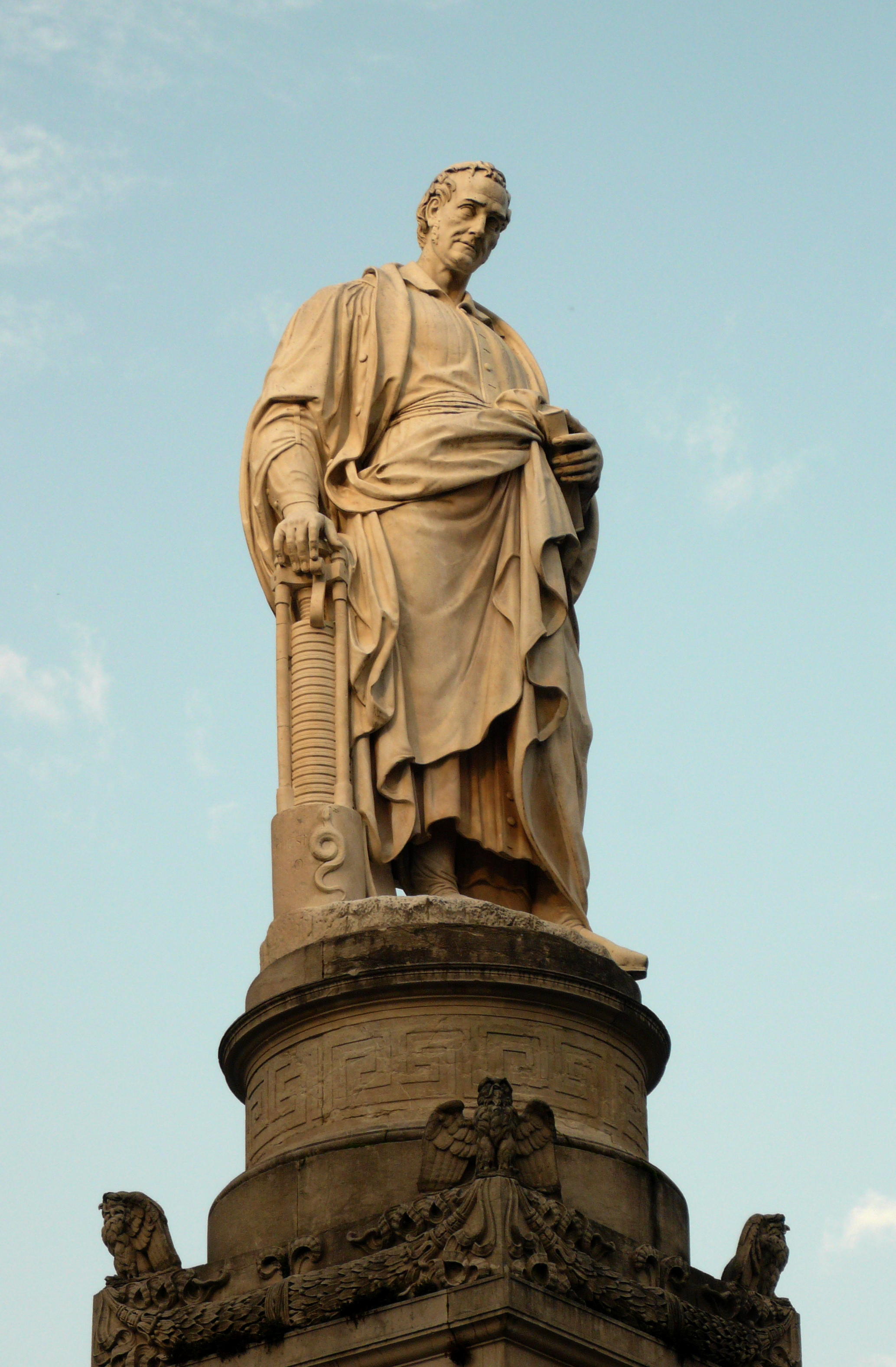
Statua di Alessandro Volta in toga a Como, opera di Pompeo Marchesi

Alla morte di Alessandro Volta, spentosi al culmine di una straordinaria fama di scienziato, prende subito avvio un'incessante attività di onoranze centrate soprattutto nei luoghi in cui egli è vissuto e la sua attività scientifica si è prevalentemente estrinsecata: Como, Pavia, Milano.

### 1899: 100 anni dalla pila
Nel 1899 il centenario dell'invenzione della pila è celebrato a Como con una grande esposizione, sullo stile di un'esposizione universale (la prima dell'Italia unita). Fra i vari studi e progetti presentati per la sua realizzazione viene scelto quello dell'ingegnere comasco Eugenio Linati.
Su una vasta area in riva al lago, viene allestito un vasto recinto fieristico (un'area espositiva di circa 15.000 m²) con un articolato padiglione centrale e alcuni ambienti secondari. La fronte principale, rivolta verso la città, è in stile Impero: agli estremi della loggia si innalzano due alte torri in forma di pila elettrica. L'esposizione si sviluppa dai cimeli voltiani ai nuovi ritrovati della tecnica fino ai più raffinati prodotti dell'industria serica. Unico elemento separato dal resto dell'esposizione è il padiglione artistico in cui, accanto agli artisti contemporanei, sono presentati numerosi capolavori della storia artistica italiana.
Le principali autorità politiche dell'epoca, tra cui il re Umberto I, giungono a Como per visitare l'esposizione. Un'attenzione particolare è rivolta alla musica: Giacomo Puccini, uno dei più grandi musicisti dell'epoca, compone una marcetta significativamente intitolata Scossa elettrica. L'8 luglio 1899 un furioso incendio, scatenatosi a causa di un corto circuito, distrugge completamente in meno di un'ora i padiglioni dell'esposizione. Molti cimeli vengono tuttavia recuperati. Si apre immediatamente un sottoscrizione per la ricostruzione dell'esposizione alla quale partecipa anche il re. Su un progetto dell'architetto Linati, la ricostruzione viene completata in un mese e l'esposizione può riaprire il 20 agosto 1899.

### 1927: 100 anni dalla morte
Per il centenario della morte di Alessandro Volta, la Como del 1927 vuole rinnovare e superare il fasto dell'esposizione del 1899. La sede prescelta è Villa Olmo in Borgo Vico. Per l'occasione viene istituito un Comitato per le onoranze a Volta, costituito dal Comitato d'onore sotto il patrocinio di re Vittorio Emanuele III e la presidenza di Benito Mussolini e dal Comitato esecutivo diretto da Guglielmo Marconi. La commemorazione voltiana si articola in tre esposizioni principali:
- l'Esposizione delle industrie idroelettriche,
- l'Esposizione internazionale di telefonia e telegrafia,
- l'Esposizione nazionale serica.

All'architetto Napoleone Montorfano viene affidata la realizzazione di una serie di fabbricati annessi al parco e alla villa: complessivamente la superficie coperta dall'esposizione voltiana si aggira sui 12.000 m².

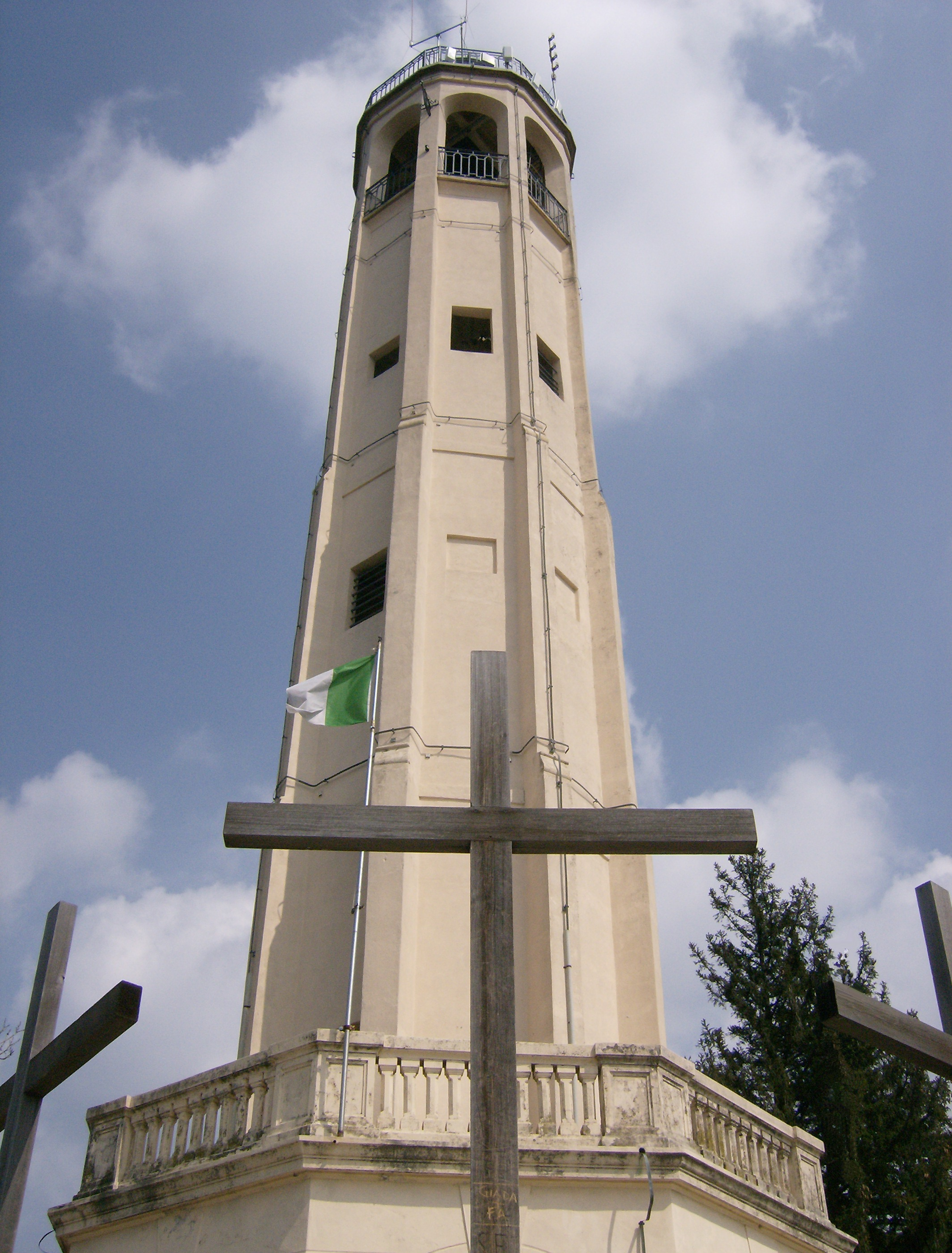
Faro Voltiano a San Maurizio di Brunate.

Come nel 1899, anche nel 1927 Como ospita un Congresso di Telegrafisti provenienti da tutto il mondo: i postelegrafonici, con il concorso di altri enti soprattutto comaschi, fanno erigere il cosiddetto Faro Voltiano in onore di Volta sul colle di San Maurizio di Brunate, sovrastante la città lariana, su progetto dell'ingegner Gabriele Giussani. Il faro è inaugurato l'8 settembre 1927 con l'intervento del ministro delle comunicazioni Costanzo Ciano.
Si tiene anche un Congresso internazionale dei Fisici, che è poi risultato uno dei più importanti appuntamenti scientifici che si siano tenuti in Italia nei primi decenni del Novecento, avendo richiamato a Como, Pavia e Roma i "padri" della fisica moderna. Le sessioni comasche del congresso si tengono nell'aula di scienze dell'Istituto Carducci, divenuta oggi Sala Casartelli che, nelle decorazioni alle pareti realizzate in seguito dal pittore Achille Zambelli, presenta una serie di medaglioni con i nomi dei congressisti, tra cui dieci premi Nobel per la fisica e due premi Nobel per la chimica, più altri tre presenti al congresso ma che ottennero il Nobel per la fisica dopo, a decorazione ormai avvenuta.
All'epoca Como mancava di uno stadio e si decide di costruirlo proprio in occasione delle onoranze a Volta. Iniziatisi i lavori nell'ottobre del 1926, sul terreno donato dal podestà Carlo Baragiola e su progetto dell'architetto Giovanni Greppi di Milano, lo stadio viene inaugurato il 30 luglio del 1927 dedicandolo a Giuseppe Sinigaglia (1884-1916), volontario di guerra decorato al valore, morto eroicamente sul monte San Michele.
Altra importante realizzazione di questa celebrazione è il Tempio Voltiano, costruito dall'imprenditore serico Francesco Somaini per conservare e valorizzare tutti i cimeli di Alessandro Volta, non solo i pochi frammenti fortunosamente strappati alle fiamme dell'Esposizione voltiana del 1899, ma anche tutte le "memorabilia" che in un modo o nell'altro possono essere collegate all'eminente fisico e alla sua vicenda comasca.

### 1945: 200 anni dalla nascita
Nonostante la drammatica situazione del Paese ancora scosso dalle vicende belliche, furono tenute commemorazioni di Alessandro Volta in occasione del bicentenario della sua nascita presso il Teatro Sociale, la Cattedrale e la Tomba di Volta.
Nello stesso anno l'editore Marzorati di Como pubblicava il volume "Como ad Alessandro Volta", nel quale si celebrava l'opera scientifica dell'illustre scienziato, con saggi di Giovanni Polvani e Carlo Volpati sugli aspetti più strettamente scientifici del Volta e di Giuliano Aliati, Federico Frigerio, Ettore Rota, Luigi Rovelli e Pietro Vaccari sugli aspetti storico-iconografici.

### 1949: 150 anni dalla pila
Il 150º anniversario della pila veniva aperto ufficialmente dal capo del Governo Alcide De Gasperi con una cerimonia presso il Tempio Voltiano, che dava avvio a un ricco programma di mostre, convegni, concorsi, rassegne cinematografiche e spettacoli. Inoltre la Società italiana di fisica - risorta grazie al contributo di Giovanni Polvani, che aveva fondato nel dopoguerra la Scuola internazionale di Fisica dl Villa Monastero a Varenna - organizzò un Convegno Internazionale sui raggi cosmici, al quale parteciparono fisici di larga fama e premi Nobel; tra questi Enrico Fermi che, tornato in patria per la prima volta dopo il 1938, espose le proprie teorie sui raggi cosmici.

### 1977: 150 anni dalla morte

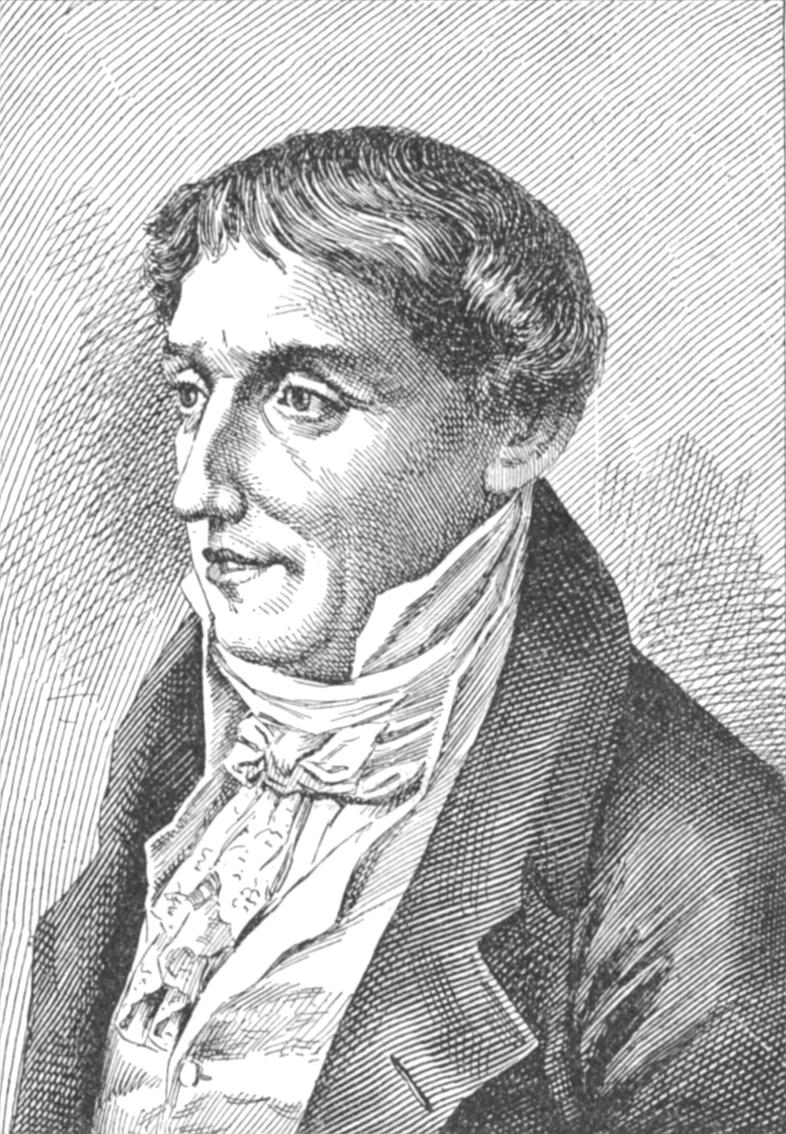
Ritratto di Alessandro Volta, incisione di Raffaello Morghen, su disegno di Luigi Sabatelli, 1816.

Le manifestazioni voltiane ebbero inizio il mattino del 5 marzo con una messa celebrata da Monsignor Castelli nel cimitero di Camnago (Como). Nel pomeriggio dello stesso giorno il sindaco dl Como avv. Antonio Spallino, presidente del Comitato per le Manifestazioni Voltiane, aprì ufficialmente l'anno voltiano. Furono indette numerose manifestazioni che richiamarono a Como personalità di rilievo del mondo scientifico, tra cui i premi Nobel per la fisica Nikolaj Gennadievič Basov (1964), Emilio Segrè (1959) e Samuel Chao Chung Ting (1976). Fu assegnato inoltre il premio Francesco Somaini al prof. Edoardo Amaldi, fisico dell'Università di Roma, che il giorno dell'inaugurazione tenne un discorso sulla “Attualità di Volta nella moderna Fisica”.

### 1999: 200 anni dalla pila
Nel 1995, anno del 250º anniversario della nascita di Alessandro Volta, fu delineato il primo programma di iniziative per il bicentenario dell'invenzione della pila, su impulso di un gruppo di lavoro composto dagli enti territoriali comaschi (Provincia, Comune e Camera di Commercio di Como) e dal Centro di Cultura Scientifica Alessandro Volta. Furono istituiti un Comitato della Regione Lombardia, un Comitato promotore di Como, un Comitato promotore di Pavia e un Comitato nazionale per le Celebrazioni Voltiane che si occuparono, nelle diverse sfere d'influenza, di realizzare i diversi progetti.
Le iniziative riguardarono una serie di studi e ricerche sulle fonti dirette relative alla vita e all'opera di Alessandro Volta; interventi di ristrutturazione o risistemazione di collezioni e laboratori - tra cui spicca il "Laboratorio Gattoni", ricostruzione ideale del gabinetto di scienze di Volta e la ristrutturazione e nuovo allestimento espositivo del Tempio Voltiano; furono inoltre organizzati una serie di convegni, conferenze e pubblicazioni di carattere divulgativo. Alla cerimonia inaugurale partecipò, oltre a numerosi fisici e scienziati, anche il premio Nobel Carlo Rubbia.

## Riconoscimenti

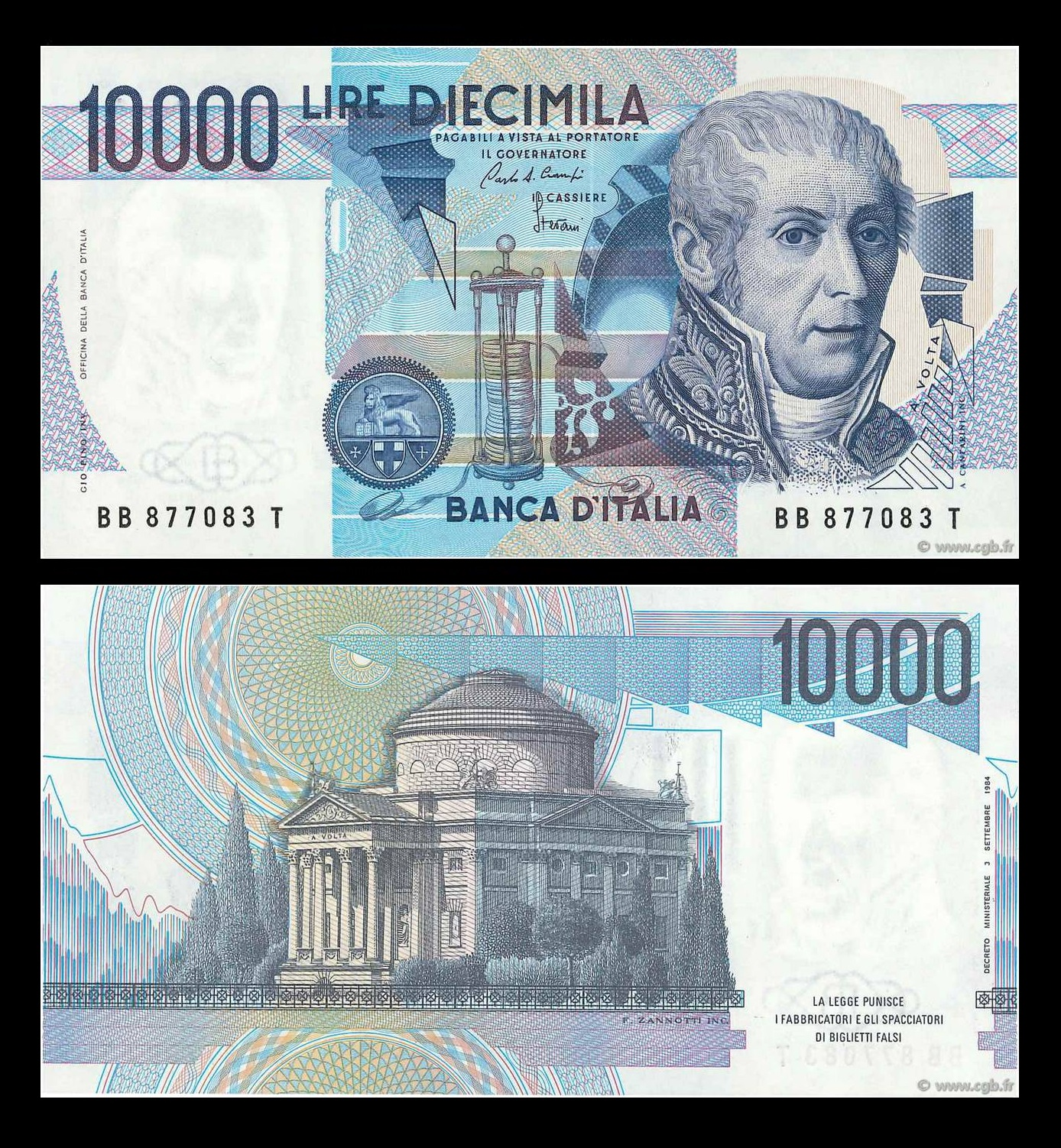
Banconota da 10.000 lire italiane raffigurante Alessandro Volta e il Tempio Voltiano.

- Nel 1794 gli venne conferita la Medaglia Copley della Royal Society di Londra (equivalente a un moderno premio Nobel).[24]
- Nel 1801 viene nominato "socio straniero" dell'Institut National des Sciences et Arts di Parigi, che nel 1802 gli conferisce gli onori della medaglia d'oro.[24]
- Nel 1805 in onore del suo lavoro nel campo dell'elettricità, Napoleone lo nomina Cavaliere della Legion d'onore.[9][25]
- Nel 1806 diventa Cavaliere dell'Ordine della Corona ferrea.[25]
- Nel 1809 è nominato Senatore del Regno Italico.[9][25]
- Il 7 febbraio 1810 viene insignito del titolo di Conte del Regno Italico[9].
- Il 21 aprile 1863 la frazione di Camnago di Como, dove lo scienziato visse ed è sepolto, viene ribattezzata Camnago Volta.
- Nel 1881 l'unità di misura SI del potenziale elettrico venne chiamata volt in suo onore.
- A partire dal 1899, primo centenario dell'invenzione della pila, si sono tenute diverse Celebrazioni Voltiane per onorare la memoria di Alessandro Volta.
- Nel 1927 la città di Angera gli ha dedicato una lapide sul municipio, in cui si ricorda che negli stagni di quella città Volta scoprì il metano.
- Nel 1928 la città di Como ha dedicato a Volta il Tempio Voltiano.
- Nel 1927 le Regie poste italiane gli dedicano una serie di quattro valori (20, 50 e centesimi, ed 1,25 lire "Onoranze a Volta")
- Nel libro L'evoluzione della fisica, pubblicato nel 1938, Albert Einstein attribuisce alla scoperta di Volta un ruolo fondamentale nell'evoluzione della fisica indicandolo come il primo ad aver segnalato “la prima grave difficoltà" contro "l'interpretazione meccanicista della natura".[26]
- Nel 1949 le Poste italiane gli dedicano una serie di due valori (20 lire "pila di Volta" e 50 lire "busto di Volta di G. Comoli"), che fu emessa anche dal Territorio Libero di Trieste con la soprastampa AMG-FTT.
- Nel 1964 un cratere sulla Luna è stato nominato Volta in suo onore.
- Nel 1977 le Poste del Territorio francese degli Afars e degli Issas gli dedicano un valore (75 franchi "Alessandro Volta 1745-1827"). Ottenuta poco dopo l'indipendenza come Repubblica di Gibuti, esemplari del francobollo vengono sovrastampati con la nuova dicitura.
- Nel 1983 le Poste sammarinesi gli dedicano un valore (250 lire "Alessandro Volta 1745-1827") all'interno della serie "Pionieri della scienza".
- Nel 1984 la Repubblica di San Marino conia una moneta commemorativa (10 lire "Alessandro Volta").
- Dal 1984 al 1998 il ritratto di Volta appare sulle banconote italiane da 10.000 lire.
- Nel 1989 la centrale termoelettrica Alessandro Volta di Montalto di Castro prende nome da lui.
- Nel 1992 le Poste italiane gli dedicano un valore (750 lire "A. Volta") all'interno della serie "Cento anni di radio".
- Gli è stato dedicato un asteroide scoperto nel 1995, 8208 Volta[27].
- Nel 1999 le Poste italiane gli dedicano un francobollo (€ 1,55 "Alessandro Volta - Bicentenario dell'invenzione della pila")
- Nel 2015 viene inaugurato il monumento The Life Electric sul lungomare di Como, dedicato a Volta.
- Nel 2015 le Poste delle Isole Salomone gli dedicano un foglietto da quattro valori (ciascuno da 12 dollari) ed un foglietto da un valore singolo (da 40 dollari) per il "270º anniversario di Alessandro Volta".
- Gli è stato intitolato il Dipartimento di Fisica dell'Università degli Studi di Pavia dove ha insegnato per diversi anni.
- Ogni anno l'Università degli Studi di Pavia assegna all'inizio del ciclo dei dottorati di ricerca la Medaglia Voltiana a prestigiosi fisici del panorama internazionale.[28]
- Diverse scuole (soprattutto in Italia) hanno il suo nome

### Approfondimenti
- Tomaso Bianchi, Della Vita Del Conte Alessandro Volta, Patrizio Comasco, 1829.
- Francesco Mocchetti, Elogio del conte Alessandro Volta, 1833.